# Nomogeneza
Nomogeneza – jeden z wariantów teorii ewolucji biologicznej, według którego proces ten nie polega na przypadkowej zmienności organizmów, tylko jest odgórnie określony różnymi prawami dziedziczności.